# José Luis Cuciuffo
José Luis Cuciuffo (1. únor 1961, Córdoba – 11. prosinec 2004, Bahía San Blas) byl argentinský fotbalista. Nastupoval většinou na postu obránce.
S argentinskou reprezentací vyhrál mistrovství světa v Mexiku roku 1986.. V národním mužstvu odehrál 21 utkání.
Krom argentinských klubů (Chaco For Ever, Talleres de Córdoba, Vélez Sársfield, Boca Juniors, Belgrano de Cordoba) hrál též tři sezóny francouzskou první ligu v Nîmes Olympique.
Zemřel roku 2004, když byl nešťastnou náhodou zastřelen při lovu.